# Александра Луї-Марі
Александра Луї-Марі (3 березня 1996 , Фор-де-Франс ) — французька фехтувальниця на шпагах, срібна призерка Олімпійcьких ігор 2024 року, чемпіонка світу та Європи.

## Виступи на Олімпіадах
| Олімпіада  | Дисципліна     | Місце |
| ---------- | -------------- | ----- |
| Париж 2024 | командна шпага | 2     |